# Венди и Люси
«Венди и Люси» (англ. Wendy and Lucy) ― американский драматический фильм 2008 года режиссёра Келли Райхардт. Райхардт и Джон Раймонд адаптировали сценарий по мотивам его рассказа «Хор поездов». Мировая премьера фильма состоялась на Каннском кинофестивале 2008 года. Он был показан на нескольких дополнительных кинофестивалях, прежде чем получить ограниченный театральный релиз в Соединённых Штатах 10 декабря 2008 года.

## Сюжет
Молодая женщина, Венди Кэрролл, едет на Аляску со своей собакой Люси, где надеется найти работу на консервном заводе. Они застряли в Орегоне, когда их машина сломалась, и у неё не хватает средств, чтобы починить её. В супермаркете она оставляет Люси снаружи, пытаясь украсть в магазине собачий корм. После встречи с продавцом магазина и менеджером Венди задерживают и доставляют в полицейский участок.
После уплаты штрафа Венди освобождается из-под стражи полиции. Она спешит в продуктовый магазин, но Люси уже убежала. После многих безуспешных попыток выследить Люси с помощью охранника она обнаруживает, что её отвезли в собачий приют и вернули домой.
Когда Венди приходит к механику, чтобы забрать свою машину, она узнает, что её двигатель нуждается в ремонте, что превысит стоимость автомобиля. Бросив свою машину и почти без гроша в кармане, Венди отправляется в дом, где живёт Люси. Она со слезами на глазах обещает вернуться и отправляется поездом на Север.

## В ролях
- Мишель Уильямс ― Венди
- Уолтер Далтон ― Охранник
- Уилл Паттон ― механик
- Уилл Олдхэм ― Икки
- Джон Робинсон ― Энди Муни
- Ларри Фессенден ― мужчина в парке
- Дирдри О’Коннелл ― Деб

## Сборы
В первые выходные «Венди и Люси» собрали 18 218 долларов в 2 кинотеатрах США, заняв 54 место в прокате. К концу своего пробега Венди и Люси собрали 865 695 долларов внутри страны и 326 960 долларов на международном уровне, что в общей сложности составило 1 192 655 долларов.

## Критика
Фильм получил в целом положительные отзывы критиков. На сайте отзывов Rotten Tomatoes он получил рейтинг одобрения 86 % среди 187 критиков со средним баллом 7,4 из 10. Консенсус на сайте гласит: Мишель Уильямс дает душераздирающее представление в «Венди и Люси», портрет одиночества и борьбы. Фильм победил в номинациях Лучшая картина и Лучшая женская роль на 12-й премии Ассоциации кинокритиков Торонто.

## Награды и номинации
| Награда                                                       | Категория                                                                                | Результат |
| ------------------------------------------------------------- | ---------------------------------------------------------------------------------------- | --------- |
| American Film Institute Awards 2008                           | Movie Of The Year                                                                        | Победа    |
| Alliance of Women Film Journalists 2008                       |                                                                                          |           |
| EDA Award, Best Actress for Michelle Williams                 | Номинация                                                                                |           |
| EDA Female Focus Award, Best Director for Kelly Reichardt     | Номинация                                                                                |           |
| EDA Female Focus Award, Best Screenwriter for Kelly Reichardt | Номинация                                                                                |           |
| Cannes Film Festival 2008                                     | Palm Dog Award for Lucy                                                                  | Победа    |
| Cannes Film Festival 2008                                     | Un Certain Regard for Kelly Reichardt                                                    | Номинация |
| Chicago International Film Festival 2008                      | Gold Hugo for Best Feature                                                               | Номинация |
| Chlotrudis Society for Independent Film                       | Best Actress for Michelle Williams Best Director for Kelly Reichardt                     | Номинация |
| Dallas–Fort Worth Film Critics Association Awards 2008        | Russell Smith Award for Kelly Reichardt                                                  | Победа    |
| Gijón International Film Festival                             | Grand Prix Asturias, Best Film                                                           | Номинация |
| International Cinephile Society Awards 2008                   | Best Adapted Screenplay for Kelly Reichardt Best Adapted Screenplay for Jonathan Raymond | Победа    |
| International Cinephile Society Awards 2008                   | Best Actress for Michelle Williams                                                       | Номинация |
| National Board of Review 2008                                 | Top Independent Feature                                                                  | Победа    |
| Online Film Critics Society Awards 2008                       | Best Actress for Michelle Williams                                                       | Победа    |
| Toronto Film Critics Association Awards 2008                  | Best Female Performance for Michelle Williams                                            | Победа    |
| Toronto Film Critics Association Awards 2008                  | Best Picture for Kelly Reichardt                                                         | Победа    |